# Alfred Moore Scales

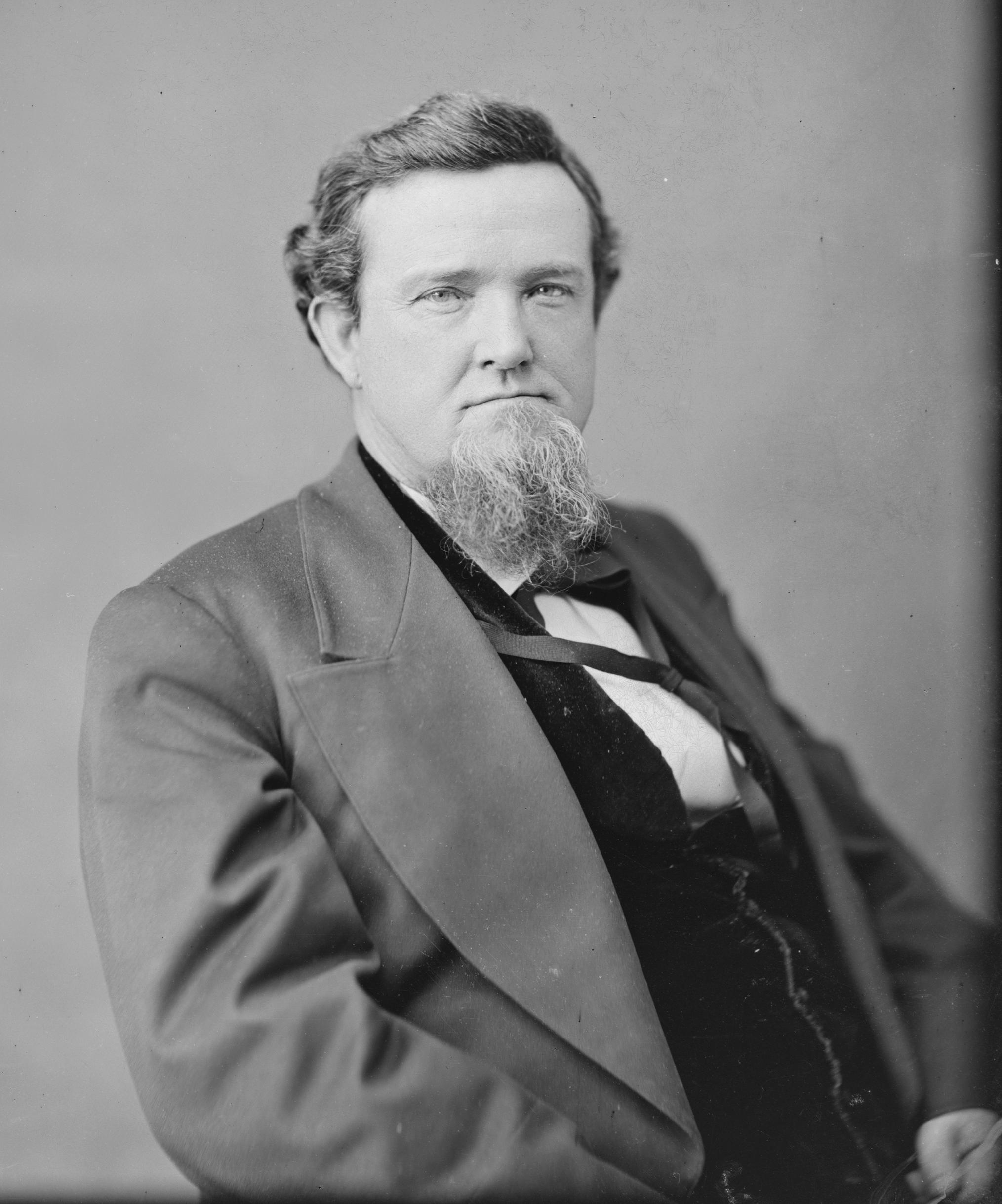
Alfred Moore Scales

Alfred Moore Scales (* 26. November 1827 in Reidsville, Rockingham County, North Carolina; † 9. Februar 1892 in Greensboro, North Carolina) war General der Konföderierten während des Bürgerkriegs und der 45. Gouverneur des Bundesstaates North Carolina.

## Frühe Jahre
Alfred Scales besuchte das Caldwell Institute und die University of North Carolina. Nach einem Jurastudium wurde er 1852 Staatsanwalt im Rockingham County. Ab 1852 war er politisch für die Demokratische Partei aktiv. Im Jahr 1852 sowie nochmals von 1856 bis 1857 war er Abgeordneter im Repräsentantenhaus von North Carolina. Die folgenden beiden Jahre verbrachte er im US-Repräsentantenhaus in Washington. Bei den Präsidentschaftswahlen 1860 war er einer der Wahlmänner von John C. Breckinridge.
Während des Bürgerkrieges war er als Anhänger der Südstaaten für die Sezession. Er trat als freiwilliger einfacher Soldat ins konföderierte Heer ein und brachte es im Lauf des Krieges bis zum Brigadegeneral. Scales nahm an mehreren Schlachten teil und wurde mehrfach verwundet. Unter anderem kämpfte er auch im Juli 1863 bei Gettysburg. Nach dem Ende des Krieges beantragte er eine Amnestie, die ihm 1866 gewährt wurde.

## Politik

### Abgeordneter
Nach dem Krieg war Scales zunächst als Rechtsanwalt tätig. Von 1866 bis 1869 war er wiederum Abgeordneter im Parlament von North Carolina. In jenen Jahren wurde die neue Verfassung des Staates entworfen. Ab März 1875 bis zum Dezember 1884 war er erneut im Kongress in Washington. Dort war er in mehreren Ausschüssen vertreten. Für die Gouverneurswahlen des Jahres 1884 wurde er von den Demokraten als Spitzenkandidat aufgestellt.

### Gouverneur von North Carolina
Scales gewann die anschließende Wahl und wurde am 21. Januar 1885 in sein Amt als Gouverneur von North Carolina eingeführt. In seiner vierjährigen Amtszeit wurde sowohl das Straßennetz des Landes weiter ausgebaut und verbessert, als auch das Schienennetz der Eisenbahn erweitert. Scales setzte sich auch für eine Verbesserung des Schulsystems ein.

## Lebensabend und Tod
Nach Ablauf seiner Amtszeit zog er sich aus der Politik zurück. Er wurde zum Präsidenten der Piedmont Bank in Greensboro gewählt. Dieses Amt behielt er bis zu seinem Tod. Alfred Scales starb im Jahr 1892. Er war mit Kate Henderson verheiratet, mit der er ein Kind hatte.